# Murillo (Tolima)
Murillo es un municipio de Colombia, situado en el departamento de Tolima, a 130 km de la capital departamental, Ibagué, a 78 km de Manizales, 22 km de Líbano y 200 km de Bogotá

## Geografía
Murillo es el municipio más alto del departamento del Tolima con 3000 m.s.n.m. Por su cercanía, es muy fácil apreciar el Nevado del Ruiz; además, dicho municipio cuenta con bellos atractivos turísticos como lo son la arquitectura de "Tabla Parada", el sendero a la Cascada de La Planta, La Laguna del Escondite; Las Termales como la Cabaña, La Campanita y de La Yuca, además de los hermosos paisajes de páramo y espectaculares vistas del Parque Nacional Natural Los Nevados.

### Límites municipales
Murillo está delimitado por los siguientes municipios: excepto al oeste con Caldas:
| Noroeste: Villahermosa (Nevado del Ruiz)        | Norte: Villahermosa (Río Lagunilla) | Nordeste: Líbano |
| Oeste: Villamaría ( Caldas)                     |                                     | Este: Líbano     |
| Suroeste: Santa Isabel (Nevado de Santa Isabel) | Sur: Santa Isabel                   | Sureste: Líbano  |

## Historia
La población fue fundada en 1872 por Ramon María Arana, Clemente Cifuentes y Rafael Parra y fue elevada a la categoría de municipio en 1985. Culturalmente Murillo es una amalgama de la cultura colonizadora paisa, la cultura boyacense y la cultura tolimense. 
Los paisas fueron los primeros pobladores, los boyacenses llegaron con el cultivo de la papa. 

## Economía
La economía del municipio se centra en ganadería, la agricultura y el turismo.
Dentro de la ganadería, la leche es el producto principal. En cuanto a la agricultura, prima la producción de papa, arveja y de frutas tales como la mora, la uchuva, la fresa, el lulo y el tomate de árbol.

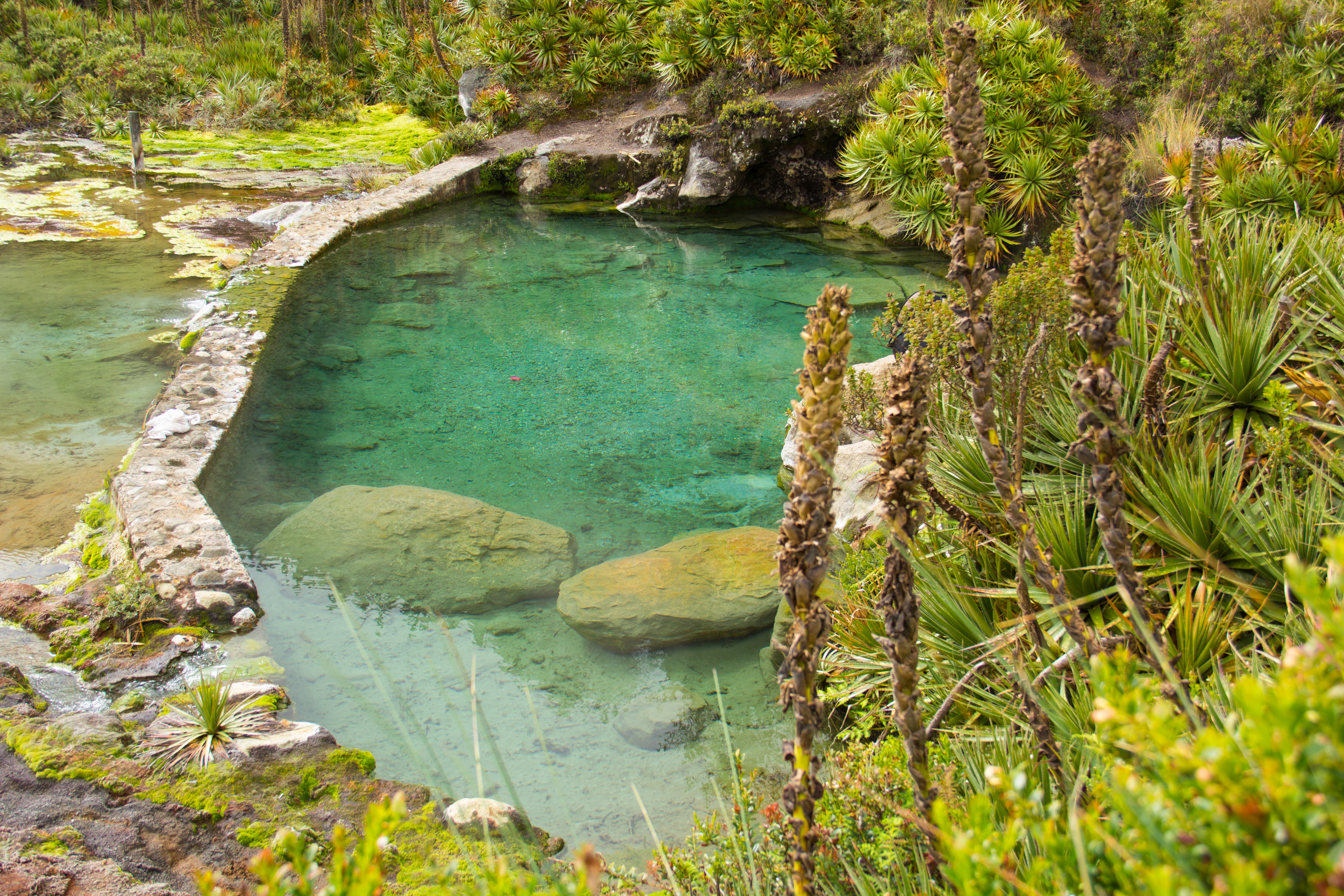
Termales de La Cabaña
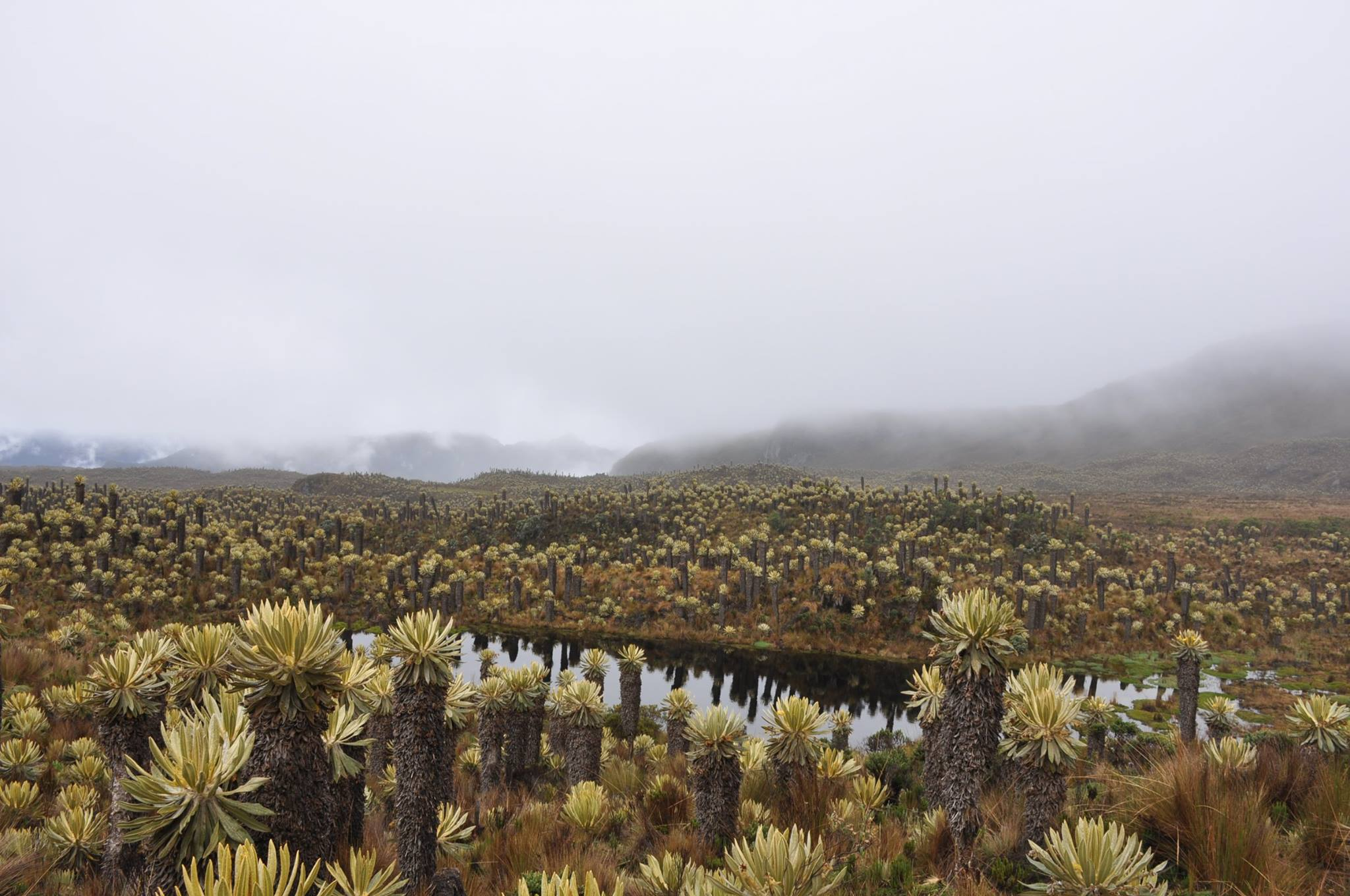
Páramo de Murillo.

## División Político-Administrativa
Además de su Cabecera municipal. Murillo tiene bajo su jurisdicción un centro poblado:
- El Bosque

Además de las veredas: 

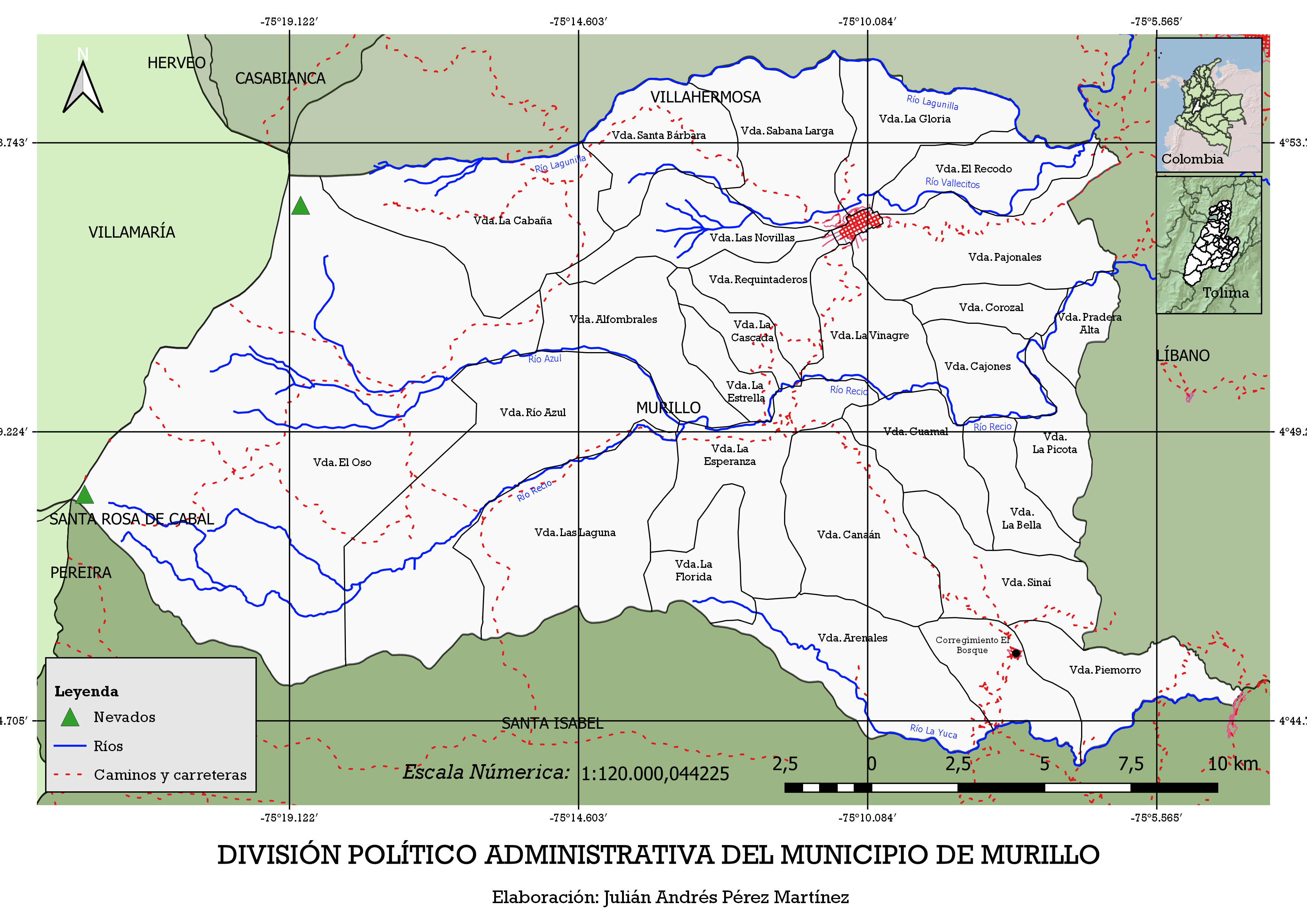
Mapa político administrativo de Murillo Tolima

El Recodo, Pajonales, Pradera Alta, La Picota, La Gloria, Sabanalarga, Las Novillas, Santa Bárbara, La Cabaña, Alfombrales, El Oso, Requintaderos, Cajones, La Vinagre, La Cascada, La Estrella, La Esperanza, Guamal, Canaán, Las Lagunas, La Florida, Sinai, Arenales y Corozal.

## Servicios públicos
- Energía Eléctrica: Celsia, es la empresa prestadora del servicio de energía eléctrica.
- Gas Natural: Alcanos  de Colombia es la empresa distribuidora y comercializadora de gas natural en el municipio.